# Adam John Glossbrenner

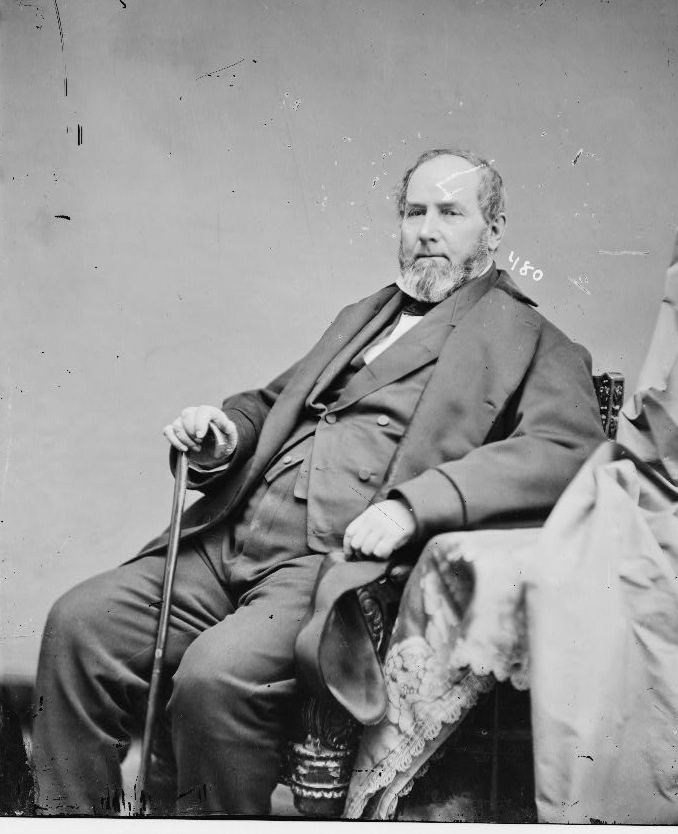
Adam John Glossbrenner

Adam John Glossbrenner (* 31. August 1810 in Hagerstown, Maryland; † 1. März 1889 in Philadelphia, Pennsylvania) war ein US-amerikanischer Politiker. Zwischen 1865 und 1869 vertrat er den Bundesstaat Pennsylvania im US-Repräsentantenhaus.

## Werdegang
Adam Glossbrenner absolvierte eine Lehre im Druckerhandwerk und wurde danach im Zeitungsgeschäft tätig. In den Jahren 1827 und 1828 gab er die Zeitung Western Telegraph  in Hamilton (Ohio) heraus. 1829 zog er nach York in Pennsylvania, wo er im Jahr 1831 die Zeitung York County Farmer gründete. Seit 1835 war er Partner bei der Zeitung York Gazette, mit der er bis 1860 verbunden blieb; 1862 gründete er die Zeitung Philadelphia Age. Im Jahr 1836 war er als Clerk Angestellter beim Repräsentantenhaus von Pennsylvania; von 1843 bis 1847 übte er dieselbe Funktion im US-Repräsentantenhaus in Washington, D.C. aus. Danach arbeitete er bis 1849 für das US-Außenministerium. Von 1850 bis 1860 hatte er den Posten des Sergeant at Arms im US-Repräsentantenhaus inne, ehe er in den Jahren 1860 und 1861 als Privatsekretär von Präsident James Buchanan fungierte. Politisch war er wie dieser Mitglied der Demokratischen Partei.
Bei den Kongresswahlen des Jahres 1864 wurde Glossbrenner im 15. Wahlbezirk von Pennsylvania in das US-Repräsentantenhaus in Washington gewählt, wo er am 4. März 1865 die Nachfolge von Joseph Bailey antrat. Nach einer Wiederwahl konnte er bis zum 3. März 1869 zwei Legislaturperioden im Kongress absolvieren. In dieser Zeit endete der Bürgerkrieg. Seit 1865 war die Arbeit des Kongresses von den Spannungen zwischen den Republikanern und Präsident Andrew Johnson belastet, die in einem nur knapp gescheiterten Amtsenthebungsverfahren gipfelten.
Im Jahr 1868 wurde Adam Glossbrenner nicht wiedergewählt. Seit 1872 war er in York im Bankgewerbe tätig. 1880 zog er nach Philadelphia, wo er bis zu seinem Tod am 1. März 1889 für die Pennsylvania Railroad arbeitete.